# Bewegingstechnologie
Bewegingstechnologie is een HBO-studie die de nadruk legt op het ontwerpen van producten, waarbij de bewegende mens centraal staat. Ook wordt er aandacht geschonken aan het doen van praktijkgericht onderzoek naar de mens in combinatie met techniek. Het verschil met de universitaire studie bewegingswetenschappen is dat de nadruk daar op onderzoek ligt en bij Bewegingstechnologie de nadruk ligt op de praktische beroepsvoorbereiding.
Vakken die bij bewegingstechnologie aan de orde komen zijn:
- Mensgerichte vakken: anatomie, fysiologie, neurowetenschappen, analyses van bewegingen, ergonomie
- Technische vakken: ontwerpen, mechanica, wiskunde, statistiek, programmeren

## Werkgebied
Een bewegingstechnoloog is geen behandelaar zoals een fysio- of ergotherapeut, hij kan wel samenwerken in een team van behandelaars, bijvoorbeeld als orthopedisch adviseur. Men kan zich ook bezighouden met het ontwikkelen of adviseren van revalidatiehulpmiddelen tot sportartikelen. De bewegingstechnoloog kan ook de arbeidsomstandigheden analyseren, om de invloed ervan op het lichaam van de werknemer. Eventueel kunnen zo nadelige effecten voorkomen  worden. Daarnaast kan men sporters ondersteunen met bijvoorbeeld video-analyses.

## Ontstaan
Bewegingstechnologie is ontstaan uit de fysiotherapie-hoek, orthopedische technologie is ontstaan uit de werktuigbouwkunde-hoek en is op ortheses en protheses georiënteerd.